# Itogi
Itogi (russisch Итоги) war eine von 1996 bis 2014 in Moskau erscheinende russische Wochenzeitschrift. Sie wurde vom Verlag Sem dnei herausgegeben, welcher ein Teil der Medienholding Gasprom-Media war. Die Auflage lag im Jahre 2000 eigenen Angaben zufolge bei 85.000, die einzelnen Hefte hatte einen Umfang von 144 Seiten.

## Geschichte
Die im Format A 4 erscheinende Zeitschrift wurde erkennbar nach dem Vorbild amerikanischer Nachrichtenmagazine wie Newsweek gestaltet, die Illustrierung mit qualitativ hochwertigen Farbfotografien war Teil des Konzeptes. Von seiner Gründung im Jahre 1996 an benutzte Itogi lange Jahre Logo und Materialien von Newsweek. Itogi galt in den neunziger Jahren als eines der seltenen Beispiele für investigativen Journalismus in Russland mit Reportagen aus dem Tschetschenienkrieg und Hintergrundberichten über Korruption.
Itogi war zunächst Teil des Medienimperiums von Wladimir Gussinski, das 2001 von dem Staatskonzern Gasprom übernommen wurde. Dies führte zum Abgang der meisten Redakteure und Journalisten; Newsweek kündigte daraufhin die Zusammenarbeit mit Itogi auf und war von 2004 bis Oktober 2010 mit einer vom Axel Springer Verlag herausgegebenen russischen Ausgabe Russki Newsweek selbständig auf dem Markt.
In der Folge verlor Itogi den größten Teil seiner Stammleserschaft. Im Februar 2014 wurde die Zeitschrift mangels Wirtschaftlichkeit eingestellt.

## Verbreitung
Itogi wurde vor allem in Moskau und der Region Moskau sowie den größeren Städten Russlands verkauft. Darüber hinaus war es im europäischen Ausland, den Ländern der GUS und in den USA im Verkauf.

## Ehrungen
- 1999 Auszeichnung der GIPP für die beste russische Sprache in Printausgaben